# Leandro Müller
Pour les articles homonymes, voir Müller.
Leandro Müller (Juiz de Fora, 14 novembre 1978) est un écrivain brésilien.

## Biographie
De formation en Communication Sociale, ayant obtenu les licences en publicité et journalisme à l'Université fédérale de Rio de Janeiro, il a suivi, en tant que formations supplémentaires, les cours de Philosophie à l'Université de L'État de Rio de Janeiro ainsi qu'à l'Université de Porto au Portugal. Depuis 2004, en plus de l'écriture, il se consacre aux métiers de l'édition et du commerce de livres. 
En 2006, il publia son premier roman, O Código Aleijadinho (Le Code Aleijadinho), un polar qui se passe en cinq villes historiques de l'État brésilien du Minas Gerais, impliquant dans sa fiction quelques personnages réels de l'histoire et de l'art brésiliens, plus précisément ceux de l'époque du mouvement d'indépendance connu comme Conjuration Mineira.
En 2008, il a reçu le Prémio Máster en Edición du Grupo Santillana en Espagne pour son roman "Pequeño Tratado Hermético sobre Efectos de Superficie" (Petit Traité Hermétique sur les Effets de Surface) en l'ayant eu ensuite publié par les Ediciones Universidad Salamanca, maison d'édition de la traditionnelle Université de Salamanque. Pour cette édition, le livre a reçu la préface de l'écrivain espagnol Enrique Vila-Matas. 

## Œuvre
- O Código Aleijadinho (Le Code Aleijadinho) - Editora Espaço e Tempo (Rio de Janeiro, 2006)
- Pequeño Tratado Hermético sobre Efectos de Superficie (Petit Traité Hermétique sur les Effets de Surface) - Ediciones Universidad Salamanca (Salamanca, 2008)

## Prix
- Prix d'Honneur du concours de poésie d'Associação de Estudantes da Universidade do Porto (Portugal, 2007)
- Prix Máster en Edición do Santillana Formación (Espagne, 2008)